# 402
402 (CDII) var ett normalår som började en onsdag i den julianska kalendern.

## Händelser

### April
- 6 april – Den romerska generalen Stilicho (av germansk härstamning) besegrar visigoterna under Alarik I i slaget vid Pollentia i Piemonte, efter att ha återkallat trupper från rikets gränser, för att försvara Italien.

### Juni
- Juni – Romarna under Stilicho besegrar visigoterna under Alarik i slaget vid Verona.

### Okänt datum
- Kejsar Honorius flyttar den västromerska huvudstaden från Milano till Ravenna.
- Arcadius och Honorius blir konsuler i Rom.
- Hieronymus skriver Apologiae contra Rufinum och Liber tertius seu ultima responsio adversus scripta Rufini.
- Porfyrios beordrar att alla hedniska tempel i Gaza skall förstöras.
- Huiyuan startar en rena land-buddhistisk grupp på berget Lushan, Kina
- Gwanggaeto den store besegrar Xienpeifolket och erövrar några av deras gränsbefästningar.
- Avarerna ledda av Shelun (Chö-louen), etablerar ett nomadrike, som sträcker sig från Mongoliet till Irtysjsk, efter att ha besegrat Gaoju Dingling (Kao-kiu Ting-ling) nära Kobbo.
- Kumarajiva anländer till Chang’an och börjar översätta buddhistiska texter till kinesiska.

## Födda
- Toribio de Astorga, ärkediakon och biskop.
- Senjing, kinesisk buddhistnunna.

## Avlidna
- Epifanios av Salamis, kyrkofader.
- Quintus Aurelius Symmachus, konsul i Rom.